# Tània Txernova
Tània Txernova (en rus: Таня Чернова) (1922 - c. 2015) fou una militar russa, primer com a partisana a la Resistència contra els nazis i després a l'Exèrcit Roig. L'any 1942-1943 participà activament a la batalla de Stalingrad de la Segona Guerra Mundial com a franctiradora fins que resultà ferida.

## Trajectòria
Resident als Estats Units d'Amèrica, viatjà fins a Belarús per treure els seus avis de l'amenaça de la guerra. Quan arribà al país, l'Exèrcit nazi ja els havien matat. Després d'aquest incident, decidí unir-se a la Resistència contra els invasors alemanys.
Txernova i el seu grup es desplaçà fins a Stalingrad viatjant pel sistema de clavegueram per tal d'arribar a les línies russes. Després d'això, s'uní a l'escola de franctiradors de Vassili Zàitsev i es convertí en franctiradora. El grup de franctiradors format per Zàitsev s'anomenà «Les llebres». Txernova formà part d'una incursió en una seu alemanya. Ella i la resta de les llebres mataren militars alemanys eliminant guàrdies un per un. Al llarg del conflicte l'acreditaren 24 víctimes. Sembla que Txernova i Zàitzev s'enamoraren durant la guerra, però després se separaren.
Mentre es dirigia a les primeres línies alemanyes amb un petit equip per a assassinar el mariscal de camp Friedrich Paulus, resultà ferida al seu abdomen quan posà, per error, un peu sobre una mina terrestre. Fou ingressada en un hospital de Taixkent i després es recuperà. Rebé una desinformació sobre l'assassinat de Zàitsev en una explosió a Stalingrad. Després de la seva recuperació, es casà amb una altra persona, però no pogué concebre a causa de la ferida.
L'any 1969 fou entrevistada pel periodista estatunidenc William Craig i una de les coses que li preguntà fou el seu temps d'estada a «Les llebres». Confusa sobre com obtingué aquesta informació, de seguida li preguntà on havia sentit això. La resposta de Craig fou que això li havia dit Zàitsev. Al llibre de Craig, Enemy at the Gates: The Battle for Stalingrad, l'autor cita: «Més d'un quart de segle després de la seva vendetta contra l'enemic, la canosa franctiradora encara es refereix als alemanys que va matar com a "bastons" que va trencar. Durant molts anys després de la guerra, va creure que Vassili Zàitsev, el seu amant, havia mort per ferides greus. Només el 1969, va saber que s'havia recuperat i casat amb una altra persona. La notícia la va sorprendre perquè encara l'estimava».

## Polèmica
L'historiador militar anglès Antony Beevor posà en dubte la veracitat de les afirmacions de Txernova, a causa de les seves investigacions que indicaren la manca de franctiradores soviètiques a la batalla. D'altra banda, William Craig té la confirmació de les accions de Txernova a partir del testimoni del franctirador soviètic Vassili Zàitsev, qui la formà i mantingué una relació amb ella. Al llibre que Craig escrigué a partir d'entrevistes, hi ha una narració d'un triangle amorós entre els comissaris Danilov, Txernova i Zàitsev que també fou titllada d'obra fictícia per part de Beevor.

## Impacte a la cultura popular
A la pel·lícula Enemic a les portes apareix, caracteritzada per Rachel Weisz, com una ciutadana de Stalingrad que es converteix en oficial de la milícia local. El comissari Danilov la trasllada a una unitat d'intel·ligència lluny del camp de batalla i posteriorment es retroba amb Zàitsev en un hospital de campanya.